# Dioon
Dioon es un género de 14 especies. Son Cycadales de la familia Zamiaceae,  Es originaria de América.

## Descripción
Son arbustos dioicos, con tallo cilíndrico, usualmente con muchas hojas, y sus pecíolos son persistentes o caedizos. El género a menudo se divide en dos grupos de distinta morfología. En el primer grupo: D. mejiae, D. rzedowskii,  D. spinulosum, "caracterizadas generalmente por grandes frondas, troncos bien desarrollados, y conos masivos". El segundo grupo contiene a : D. califanoi, D. caputoi, D. edule, D. holmgrenii, D. merolae, D. purpusii, D. sonorense,  D. tomasellii, y son "menos robustos, con generalmente troncos menos grandes, considerablemente frondas menores, y conos más pequeños" (Norstog & Nichols 1997).
Hojas pinnadas, espiralmente arregladas, intermezcladas con catáfilas, con foliolos no articuladas; y sus foliolos bajos frecuentemente reducidos a espinas.  Los esporófilos no están en filas verticales en conos, y los ápices megasporófilos son achatados, y solapeados.

## Distribución y hábitat
Es originario de México, Honduras, y quizás Nicaragua. Sus hábitats incluyen bosques tropicales y subtropicales, áreas costeras y zonas áridas altas. Su área de distribución en México es congruente con la distribución de las Sierra Madre.

## Especies
| - Dioon angustifolium - Dioon argenteum - Dioon califanoi - Dioon caputoi - Dioon edule - Dioon holmgrenii - Dioon mejiae | - Dioon merolae - Dioon purpusii - Dioon rzedowskii - Dioon sonorense - Dioon spinulosum - Dioon stevensonii - Dioon tomasellii |